# 伊藤喜三郎
伊藤 喜三郎（いとう きさぶろう、1914年 - 1996年3月3日）は、日本の建築家、伊藤喜三郎建築研究所会長。病院建築の分野で著名であった。また、日本自由画壇理事長も歴任し、「伊藤三喜庵」の名で絵本（『絵本 ジョン万次郎の生涯』）や画集（『三喜庵墨絵』）などを刊行している。

## 経歴
1938年に日本大学旧工学部建築学科卒業。東京大学営繕課研究室嘱託、日立研究所、大成建設、厚生省嘱託などを経て1952年に建築設計事務所・伊藤喜三郎建築研究所設立。建築業協会BCS賞、文部大臣賞、京都府知事賞などを受賞。主な作品に、産業医科大学、慶應義塾大学病院、三楽病院、国立身体障害者リハビリテーションセンターなどがある。
1996年3月3日午後5時45分に 心不全のため死亡(享年81歳)。